# Variety
Variety es un semanario estadounidense dedicado al cine y a la cultura popular, creado en Nueva York en 1905 por Sime Silverman. Con la importancia alcanzada por la industria del cine, Daily Variety, la edición diaria de Variety con base en Hollywood, fue fundada por el mismo Silverman en 1933. Ambas publicaciones han continuado vendiéndose desde entonces.
La revista es de propiedad de Reed Business Information, una división de Reed Elsevier, y cuenta con tres ediciones impresas y un sitio web. Su redactor jefe es Peter Bart, quien previamente trabajó en Paramount Pictures y The New York Times. La circulación es de unos 31.600 ejemplares de la edición diaria, y unos 30.000 de la semanal.

## Historia
Variety ha sido publicado desde 1905, cuando fue lanzado por Sime Silverman como un periódico semanal con sus oficinas centrales en Nueva York, que cubría los espectáculos de vodevil. En 1933, Silverman creó Daily Variety, un diario con base en Hollywood.
Silverman fue el editor de las publicaciones Variety hasta que seleccionó a Abel Green como su reemplazante en 1931. No obstante, continuó como editor hasta su muerte en 1933, poco tiempo después de lanzar Daily Variety. Su hijo Sidne (1901-1950), lo sucedíó como director de ambas publicaciones. Sidne y su esposa, la actriz de teatro Marie Saxon (1905-1942), fallecieron de tuberculosis. Su único hijo, Syd, nacido en 1932, fue el heredero de lo que la empresa Variety Inc. era en esa época. El guardián Harold Erichs supervisó a Variety hasta 1956. Desde entonces, Syd, ya graduado de la Universidad de Princeton, tomó el control de la compañía hasta 1987, cuando la vendió por $64 millones a Cahners Publishing (ahora conocida como Reed Elsevier).

## Ediciones
Variety es un tabloide ilustrado, publicado semanalmente. Es distribuido internacionalmente con una gran cobertura de películas, televisión, teatro, música y tecnología, escrito para ejecutivos del entretenimiento. Daily Variety es el nombre del diario publicado en Los Ángeles, California dedicado a la industria de Hollywood y Broadway. Daily Variety Gotham, lanzada en 1998, es la versión neoyorquina del diario. Se enfoca a la industria del entretenimiento de la Costa Este de los Estados Unidos y es impresa en Los Ángeles durante las tardes para que pueda ser entregada en Nueva York cada mañana. Variety.com es la versión de Internet de Variety. Fue uno de los primeros diarios en línea que cobró por acceder a él cuando fue lanzado en 1998.

## Cultura
Por mucho tiempo, los escritores y columnistas de Variety han usado una jerga llamada «slanguage» o «varietyese», que hace referencia especialmente a la industria cinematográfica. Estas han sido ampliamente adoptadas e imitadas por otros escritores. Términos como «sitcom», «sex appeal», «payola» e incluso «striptease» son atribuidos a la influencia de la revista.

## Variety Insight
Variety estableció su división de investigación y datos, Variety Insight, en 2011 cuando adquirió la empresa de datos de entretenimiento, TVtracker.com. Su base de datos de películas se anunció en diciembre de 2011 como FlixTracker, pero luego se incorporó a Variety Insight. Variety posicionó el servicio de suscripción como una alternativa a los sitios web de colaboración colectiva, como IMDb. La base de datos utiliza las relaciones existentes de Variety con los estudios para obtener información. The New York Observer identificó al principal competidor como Baseline StudioSystems. En 2014, Variety Insight agregó Vscore, una medida del prestigio y la rentabilidad de los actores. En 2015, se asoció con ScriptNoted, un sitio web de redes sociales para guiones de películas.